# Lamourouxia smithii
Lamourouxia smithii är en snyltrotsväxtart som beskrevs av Robinson och Greenm.. Lamourouxia smithii ingår i släktet Lamourouxia och familjen snyltrotsväxter. Inga underarter finns listade i Catalogue of Life.